# Итапесерика-да-Серра (микрорегион)
Итапесерика-да-Серра (порт. Microrregião de Itapecerica da Serra) — микрорегион в Бразилии, входит в штат Сан-Паулу. Составная часть мезорегиона Агломерация Сан-Паулу. 
Население составляет 	986 998	 человек (на 2010 год). Площадь — 	1 472,277	 км². Плотность населения — 	670,39	 чел./км².

## Демография
Согласно сведениям, собранным в ходе переписи 2010 г. Национальным институтом географии и статистики (IBGE), население микрорегиона составляет:						
| Полное население                             | Полное население                             | Полное население                             | Полное население                             | 986 998 |
| -------------------------------------------- | -------------------------------------------- | -------------------------------------------- | -------------------------------------------- | ------- |
| в том числе:                                 | Городское население                          | 976 308                                      | Процент городского населения, %              | 98,92   |
|                                              | Сельское население                           | 10 690                                       | Процент сельского населения, %               | 1,08    |
|                                              | Мужское население                            | 482 506                                      | Процент мужского населения, %                | 48,89   |
|                                              | Женское население                            | 504 492                                      | Процент женского населения, %                | 51,11   |
| Плотность населения, чел/км²                 | Плотность населения, чел/км²                 | Плотность населения, чел/км²                 | Плотность населения, чел/км²                 | 670,39  |
| Население микрорегиона в % к населению штата | Население микрорегиона в % к населению штата | Население микрорегиона в % к населению штата | Население микрорегиона в % к населению штата | 2,39    |

## Статистика
- Валовой внутренний продукт на 2003 составляет 7 403 942 693,00 реалов (данные: Бразильский институт географии и статистики).
- Валовой внутренний продукт на душу населения на 2003 составляет 8195,55 реалов (данные: Бразильский институт географии и статистики).
- Индекс развития человеческого потенциала на 2000 составляет 0,796 (данные: Программа развития ООН).

## Состав микрорегиона
В составе микрорегиона включены следующие муниципалитеты:
1. Котия
2. Эмбу
3. Эмбу-Гуасу
4. Итапесерика-да-Серра
5. Жукитиба
6. Сан-Лоренсу-да-Серра
7. Табоан-да-Серра
8. Варжен-Гранди-Паулиста